# Lewa-Moussa
Lewa-Moussa est un village de la commune de Martap située dans la région de l'Adamaoua situé dans le département de la Vina dans la région de l'Adamaoua au Cameroun.

## Population
En 1967, Lewa-Moussa comptait 78 habitants, principalement Foulbe.
Lors du recensement de 2005, 917 personnes y ont été dénombrées dont 461 de sexe masculin et 456 de sexe féminin.